# Réserve naturelle de Škocjan
Cet article concerne la réserve naturelle de Škocjan près de Koper sur la péninsule d'Istrie. Pour les autres significations, voir Škocjan (homonymie).
La réserve naturelle de Škocjan couvre 122 ha situés au nord de la mer Adriatique sur la côte de Slovénie, au niveau de la ville de Koper. C'est ce qui reste de la mer qui entourait la ville, et un site important pour les oiseaux migrateurs dans le réseau des zones humides côtières de la Méditerranée dans le nord de l'Adriatique.

## Climat
Le climat est sub-méditerranéen avec des hivers doux et des températures d'été relativement élevées de mai à fin septembre. Durant cette période les sécheresses sont fréquentes. De même que pour de nombreuses régions de la Méditerranée, la région est pauvre en ressources d'eau. Les précipitations moyennes annuelles sont d'environ 1 000 mm sur la côte ; en amont du Rižana la moyenne des précipitations est 1 150 mm. La seule source importante de la péninsule istrienne est la source karstique du Rižana, qui est la source d'eau la plus importante pour la côte slovène. En été le niveau d'eau du Rižana est très bas ; une partie de l'eau va dans le sous-sol via les siphons karstiques, et plusieurs de ses tributaires s'assèchent.

## Formation de lazone humidede Škocjan
La ville de Koper était autrefois une île connectée au continent par des dépôts de sel. Cette zone s'est transformée en lagon couvrant 230 hectares de surface d'eau après la construction d'une digue de 900 mètres de long allant de Koper à l'embouchure du Rižana. Deux petites rivières s'écoulant dans le lagon, et une ouverture sur la mer, fournissaient les échanges d'eau et suffisamment d'oxygène pour subvenir à un écosystème riche en biodiversité.

### Dégradation
Dans les années 1980 le cours de la rivière Badaševica a été artificiellement modifié. De plus le bras gauche du Rižana, appelé l'Ara, a été bouché. Dès lors la zone humide de Škocjan se retrouvait démunie d'apport d'eau douce. Par la suite le port de Koper commença à assécher le lagon avec 286 000 m3 de boues, qui se répandirent sur tout le lagon et détruisirent les fonds originels. Le but de ce remblayage était de permettre le développement d'une zone commerciale et industrielle.
En conséquence le nombre des espèces d'oiseaux, et celui des individus, chuta dramatiquement. À ce jour la réserve naturelle est largement dégradée ; les interventions humaines des décennies passées ont grandement réduit la surface et le volume de l'eau. Le lagon est trop peu profond, les échanges eau douce / eau saumâtre sont trop réduits, et l'apport d'eau est insuffisant.

### Actions entreprises
Afin d'empêcher l'avancement de la destruction de ce remarquable environnement, des spécialistes et des OGN, notamment la Bird Watching and Bird Study Association of Slovenia (DOPPS), lancèrent une vaste campagne en 1993 pour la conservation et restauration du lagon. La même année, la Slovénie adopta un décret donnant provisoirement le statut de zone naturelle, et en 1998 le gouvernement de Slovénie passa l'Acte pour la Protection de la réserve naturelle de Škocjan (Act on the protection of the Škocjan Inlet nature reserve). En 1999 le gouvernement approuva un plan d'action de 5 ans (1999 - 2003) appelé  « Programme pour la protection et le développement du lagon de Škocjan » (Programme for the protection and development of the Škocjan Inlet nature reserve).
En 2001 a débuté un projet « LIFE Nature III » appelé « Restoring and Conserving Habitats and Birds in Škocjanski Zatok » (Restaurer et conserver les habitats et les oiseaux dans la réserve de Škocjan). En 2002 le gouvernement lança le plan de régulation pour la réhabilitation et la restauration de la réserve naturelle. En avril 2004 le gouvernement adopta l'acte international de Natura 2000 (Special Protection Areas), qui inclut aussi la réserve naturelle de Škocjan. Cet acte paracheva la législation nécessaire pour la conservation et la restauration de cette zone.
Combinaison d'opportunités
La réserve naturelle de Škocjan est un bon exemple de communauté de but entre la protection d'habitats sensibles et le tourisme écologique, éducationnel et scientifique.

### Réhabilitation et restauration
Les plus gros travaux de restauration ont débuté fin 2004.
Bertoška bonifika est la zone d'eau douce. La création de ses habitats (13 hectares de prairies humides, 13,5 hectares de plan d'eau avec roseaux et îlots de nidification) a été achevée en 2007. Un marais d'eau douce et une zone d'eaux profondes avec de petites îles boisées ont été créés comme substitut aux zones humides dégradées de la rivière Badaševica, fournissant de bons sites pour la nourriture et le repos ainsi que des zones de nidification pour plusieurs espèces d'oiseaux. Après la période de nidification, les prairies humides sont fauchées ou servent de pâturages aux troupeaux domestiques.
La restauration et la réhabilitation du lagon d'eau saumâtre était la plus importante activité, et la tâche la plus exigeante du projet. Il avait perdu une grande partie de son caractère originel à cause du déversement de boues pendant des années. Il s'agissait de recréer des zones de marais salés, et de marais d'eau saumâtre. Pour ce faire il fallut enlever du lagon 225 000 m3 de boue. 185 000 m3 de boues polluées furent enlevées ; 40 000 m3 de boues non polluées furent déplacées pour créer des à-plats boueux et des îlots de nidification, ces derniers principalement pour les oiseaux vivant en colonies. 5 types d'habitats furent créés au total, fournissant des abris pour des espèces en danger comme le pluvier à collier interrompu (Charadrius alexandrinus, engl. kentish plover), l'échasse blanche (Himantopus himantopus, engl. black-winged stilt), la sterne pierregarin (Sterna hirundo, engl. common tern), la sterne naine (Sterna albifrons, engl. little tern). 
Approximativement 20 hectares de nouveaux à-plats de boue et d'îlots ont été créés, visant 3 types d'habitats disparus lors des destructions des années 1980 ; Salicornia et autres plantes annuelles colonisant les boues et les sables (Natura 2000 code 1310) ; prairies halophytes de type méditerranéen (communauté de plantes appelée Juncetalia maritimi) (Natura 2000 code 1410) ; et buissons halophytes méditerranéens et thermo-Atlantiques (Sarcocornia fruticosa) (Natura 2000 code 1420).
Ont également été créées des zones d'eau peu profonde propices au développement spontané d'à-plats de boue et de sable non recouverts d'eau à marée basse (ceci en accord avec la directive code 1140 de Natura 2000). Le type d'habitat appelé 'lagons côtiers' (Natura 2000 code 1150) est présent du fait de toutes les parties du lagon couvertes d'eau. De plus l'embouchure de l'Ara (le bras gauche du Rižana) offre un bon potentiel de développement vers le type d'habitat dit 'estuaires' (Natura 2000 code 1130).
Enfin, la restauration du flot du Rižana et de la Badaševica (en nettoyant ceux-ci), et le creusage de la partie centrale du lagon induisent un plus grand volume d'eau dans le lagon et un plus grand apport d'eau douce. Cela permet le mélange des eaux douces et des eaux saumâtres dans le lagon, et dans le même temps crée des conditions de vie favorables pour les animaux et les plantes. De plus, l'Ara ayant été nettoyé, une vanne a été installée à  son débouché sur la mer ; ceci permet le contrôle du niveau d'eau dans la réserve.
Les travaux effectués ont permis de diminuer de façon substantielle, sinon d'éliminer, l'eutrophisation et l'anoxie du lagon, ainsi que la menace de botulisme.
La campagne menée par les spécialistes et les OGN a contribué à gagner la faveur du public et à accroître l'attention sur le sujet. 40 discours interactifs et présentations de la réserve et sur des sujets similaires concernant la nature et la conservation, furent présentés à la communauté locale à Koper, plus 17 promenades guidées avant et pendant la restauration ; et, avant 2006, plus de 40 promenades guidées pour les écoles locales. Un site internet trilingue (slovène, anglais et italien) fut mis en place, et une lettre périodique d'information diffusée. À la fin des travaux un documentaire fut réalisé, ainsi qu'une publication sur le sujet. Un travail soutenu avec les médias s'est ajouté à de nombreux contacts personnels, pour arriver à un message très positif qui s'est étendu au-delà des frontières du pays. Cela a aidé à amener les pouvoirs publics à mettre en place le statut de réserve naturelle et à engendrer les actions nécessaires à sa restauration. Depuis 1999 la réserve naturelle est gérée par une OGN selon une licence prévue pour 10 ans, la Bird Watching and Bird Study Association of Slovenia (Društvo za opazovanje in proucevanje ptic Slovenije - DOPPS), représentant de BirdLife International en Slovénie. La coopération entre DOPPS – BirdLife Slovenia et le Ministère de l'Environnement (ONG et gouvernement) dans ce projet, est une première en Slovénie ; c'est ce qui a permis de mener à bien un projet pilote qui se place sans doute possible parmi les 10 projets de restauration de zones naturelles dégradées en Europe méditerranéenne. L'expertise de BirdLife International a été fondamentale au succès de cette entreprise.
Adriawet
L'un des aspects positifs de ce projet est d'avoir amené la mise en place d'un réseau informel parmi les personnes et organismes gérant des zones humides en Adriatique du Nord. Ce réseau a été appelé Adriawet, et vise à mettre en commun les expertises de gestionnaires de zones humides d'Italie et de Slovénie, ainsi que de mieux diffuser la promotion de ces zones. Les partenaires potentiels ont accueilli ce projet très favorablement, et aujourd'hui le réseau joint les gérants des zones humides du delta du Pô, du lagon de Venise, de Friuli Venezia Giulia, et des zones protégées slovènes sur la côte et à l'intérieur du pays.
La zone est ouverte au public. Un chemin éducatif circulaire avec des postes d'observation bien équipés, et un Centre d'information, fournissent l'infrastructure de base pour le développement du tourisme éducationnel et scientifique. Long de plus de 2 km, ce chemin qui longe la partie 'eaux douces' de la réserve est bordé de mares de tailles et de formes variées, vite habitées par divers amphibiens et invertébrés. Une partie des boues et terre provenant du creusement du marais d'eau douce a servi à créer des digues le long de ce chemin, pour éviter de déranger les animaux et oiseaux.

## Importance écologique
La Réserve Naturelle de Škocjan, avec ses deux parties : Bertoška bonifika zone d'eau douce, et le lagon d'eau saumâtre avec ses à-plats d'eau et ses coins boueux, est une large étendue d'eau non-gelée servant de quartiers d'hiver pour les oiseaux d'eau, d'une grande importance écologique tout au long de l'année. Sur le plan de la biodiversité cette réserve fournit des habitats pour 41 % des espèces d'amphibiens slovènes, 41 % des espèces de reptiles slovènes, 55 % des espèces d'oiseaux observés dans le pays, et 36 % des espèces de mammifères vivant en Slovénie. Cette grande variété d'espèces d'animaux et de plantes est favorisée par les différentes profondeurs du lagon et une grande diversité d'habitats comme les prairies marécageuses, plages, mares, rivières, et autres. La réserve de Škocjan est importante aussi bien sur le plan international que comme escale européenne pour les oiseaux migrateurs, ainsi que comme location pour passer l'hiver, se nourrir, se reproduire ou pour la mue. On y trouve une flore et une faune riches, dont un certain nombre d'espèces slovéniennes rares ou en danger.

### Oiseaux
Dès le printemps 2008 Bertoška bonifika (aménagement achevé en 2007) a vu de nombreux oiseaux utiliser sa zone d'eaux douces pour se reproduire. Cette année-là on a répertorié 5 couples de blongios nains (Ixobrychus minutus, engl. little bittern), au moins 15 couples de rousserolles turdoïdes (Acrocephalus arundinaceus, engl. great reed warbler), 20 couples de rousserolles effarvattes (Acrocephalus scirpaceus, engl. reed warbler) et environ 15 couples de grèbes castagneux (Tachybaptus ruficollis, engl. little grebe). Deux couples de pluviers petit-gravelot (Charadrius dubius, engl. little ringed plover) ont réussi leurs nichées dans le nouveau marais. Un couple d'échasses blanches (Himantopus himantopus, engl. black-winged stilt) essaya sans succès de se reproduire dans la zone de Bertoška bonifika, mais deux autres couples réussirent leurs nichées dans le lagon.
En aout 2010 un visiteur membre de BirdLife International a noté les oiseaux suivants, tous inscrits sur la liste rouge de l'UICN comme préoccupation mineure :
chevalier aboyeur (Tringa nebularia, engl. greenshank) ;
sarcelle d'hiver (Anas crecca, engl. teal) ;
un grand nombre de rousserolles effarvattes dans les bancs de roseaux ;
beaucoup de rousserolles turdoïdes dans les roseaux ;
rousserolle verderolle (Acrocephalus palustris, engl. marsh warbler) ;
fauvette des jardins (Sylvia borin, engl. garden warbler) ;
hypolaïs ictérine (Hippolais icterina, engl. icterine warbler) ;
blongios nain (Ixobrychus minutus, engl. little bittern) ;
chevalier sylvain (Tringa glareola, engl. wood sandpiper) ;
bouscarle de Cetti (Cettia cetti, engl. cetti's warbler) ;
chevalier gambette (Tringa totanus, engl. redshank) ;
chevalier guignette (Actitis hypoleucos, engl. common sandpiper) ;
courlis (Numenius, engl. curlew) ;
mouette mélanocéphale (Ichthyaetus melanocephalus, engl. med gull) ;
canard souchet (Anas clypeata, engl. shoveler) ;
héron pourpré (Ardea purpurea, engl. purple heron) ;
oie cendrée (Anser anser, engl. greylag goose) ;
fauvette épervière (Sylvia nisoria, engl. barred warbler), le second noté dans la réserve ;
une jeune femelle fauvette à tête noire (Sylvia atricapilla, engl. Blackcap) ;
rossignol (Luscinia megarhynchos, engl. Nightingale). Il a aussi noté le martin-pêcheur (Alcedinidae, engl. kingfisher), plus commun.
En avril 2011, le même visiteur a noté en plus le
traquet motteux (Oenanthe oenanthe, engl. northern wheatear),
l'hirondelle de rivage (Riparia riparia, engl. sand martin),
le bruant proyer (Miliaria calandra, engl. corn bunting),
le martinet noir (Apus apus, engl. common swift),
le combattant varié (Philomachus pugnax, engl. ruff),
le chevalier sylvain (Tringa glareola, engl. wood sandpiper),
le chevalier cul-blanc (Tringa ochropus, engl. green sandpiper),
la sarcelle d'été (Anas querquedula, engl. garganey),
le pluvier petit-gravelot (Charadrius dubius, engl. Little Ringed Plover),
la bergeronnette printanière (Motacilla flava, engl. yellow wagtail),
le faucon crécerelle ((Falco tinnunculus, engl. common kestrel),
le pouillot fitis (Phylloscopus trochilus, engl. willow warbler),
le busard des roseaux (Circus aeruginosus, engl. marsh harrier),
l'échasse blanche (Himantopus himantopus),
le chevalier arlequin (Tringa erythropus, engl. spotted redshank),
la sterne pierregarin (Sterna hirundo, engl. common tern),
le courlis,
le bécasseau variable (Calidris alpina, engl. dunlin ),
la bécassine des marais (Gallinago gallinago, engl. common snipe),
la rémiz penduline (Remiz pendulinus, engl. penduline tit).
La couleuvre à collier (Natrix natrix) est très fréquente dans les fossés le long du chemin.

## Tourisme
La réserve est ouverte au public toute l'année, du lever au coucher du soleil.